# (9438) Satie
(9438) Satie est un astéroïde de la ceinture principale.

## Description
(9438) Satie est un astéroïde de la ceinture principale. Il fut découvert le 5 mars 1997 à Kitt Peak par le projet Spacewatch. Il présente une orbite caractérisée par un demi-grand axe de 2,23 UA, une excentricité de 0,20 et une inclinaison de 3,8° par rapport à l'écliptique.
Cet astéroïde est nommé en l'honneur du compositeur et pianiste français Erik Satie (1866-1925).